# Vogelzang (ornithologie)

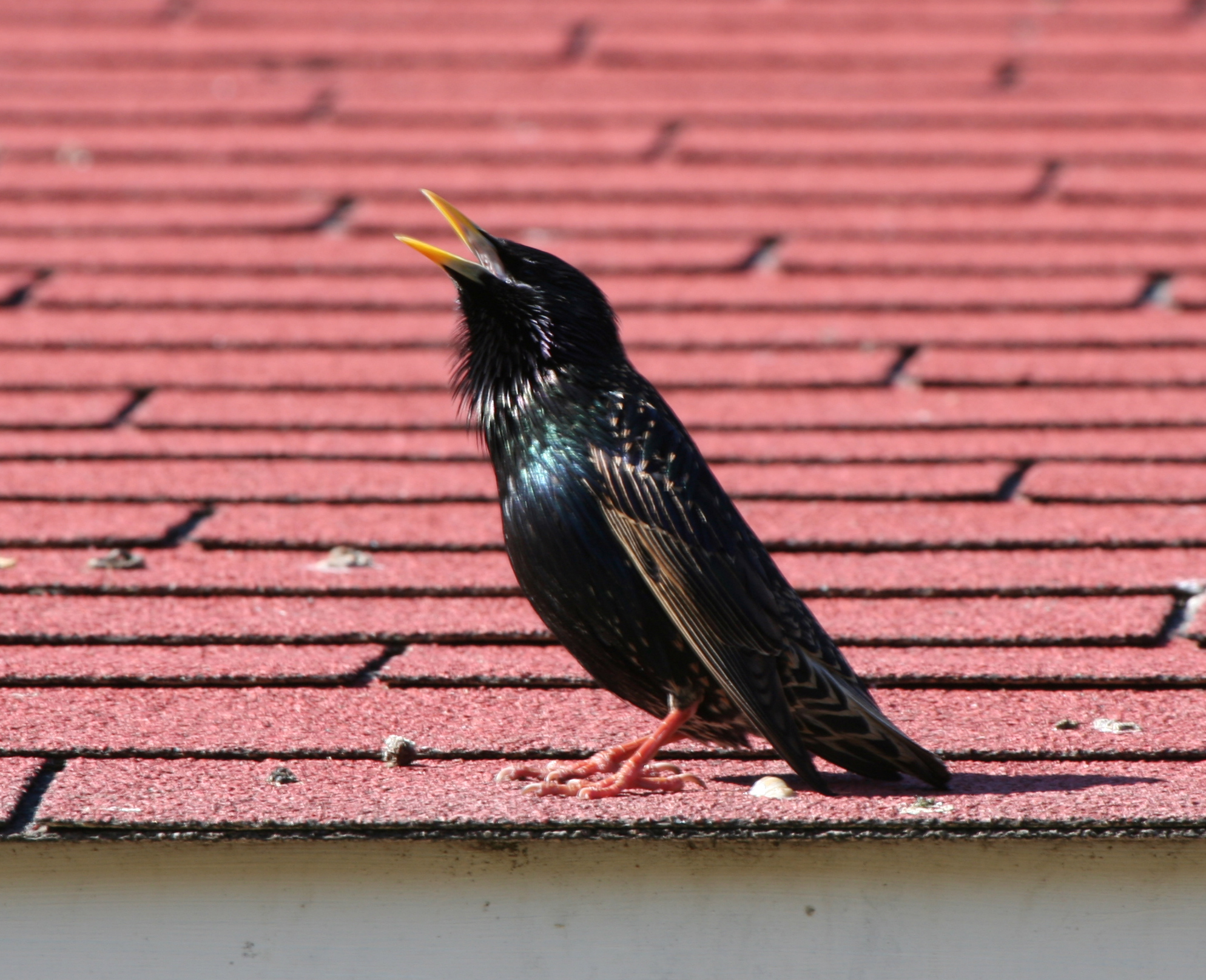
Een zingende spreeuw (Sturnus vulgaris)

Vogelzang is het vermogen van vogels om te fluiten, een vorm van diercommunicatie. Van zingen is geen sprake omdat vogels geen strottenhoofd hebben, maar de lucht laten trillen met behulp van membranen in de syrinx. De term 'fluiten' is ook niet helemaal correct, aangezien mensen met hun lippen fluiten en vogels geen lippen hebben. Wel speelt de snavel zichtbaar een rol. Vrijwel iedere vogelsoort heeft een unieke zang, zodat soortgenoten elkaar kunnen herkennen. Ook bij het tellen van vogelpopulaties worden de soortspecifieke geluiden gebruikt. Er zijn twee soorten vogelgeluiden; de roep en de zang.

## Roep
De roep bestaat uit kortere geluiden die uit maximaal drie elementen of lettergrepen bestaan. De roep is per situatie verschillend: er bestaat bijvoorbeeld een contactroep, lokroep, vluchtroep, bedelroep etc. Een uitzondering is de alarmroep; deze bestaat uit een reeks snel herhaalde elementen. De roepgeluiden worden het hele jaar door gebruikt. Voorbeelden van roepen zijn tsjik, tsjidik of fit-tjektjek.

## Zang

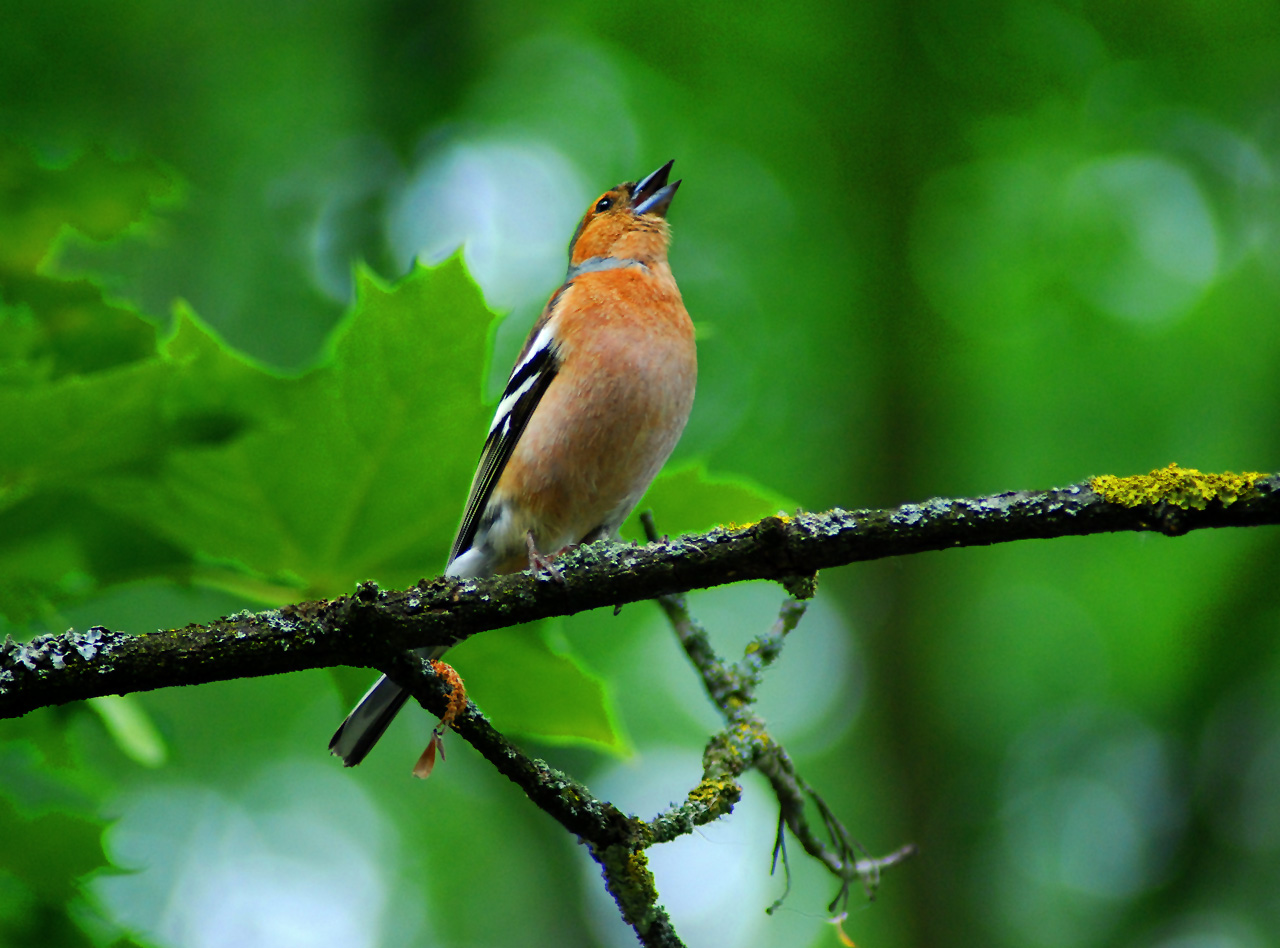
zingende vink

De zang daarentegen wordt vooral voorafgaand en in het begin van de broedtijd gebruikt en duurt langer. De zang dient enerzijds om een territorium te verdedigen (schelden naar de buren),
anderzijds om een vrouwtje te lokken (flirten).
In de nazomer (juli en augustus), dus na de broedtijd, zijn vogels veel stiller, onder andere vanwege de rui. 
In de herfst beginnen sommige vogels opnieuw te zingen en gaan daarmee door tot in de winter. Dit dient om het winterterritorium te verdedigen (en dus niet om te flirten). Voorbeelden hiervan zijn de winterkoning en roodborst, bij de laatste soort zingt ook het vrouwtje.

## Zangsleutel

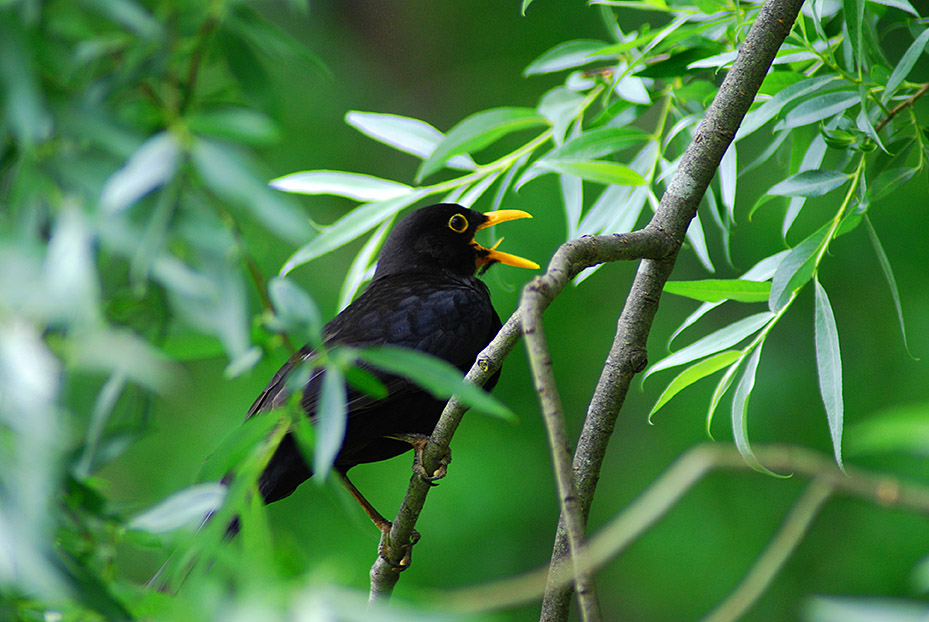
zingende merel

Een vogelsoort is aan de zang te herkennen. Dit kan men leren door met een ervaren vogelkenner mee in het veld te gaan; door te proberen de zingende vogel visueel te identificeren; door te luisteren naar een cd met vogelgeluiden, een website met vogelgeluiden te raadplegen, of met behulp van een objectieve determineersleutel of zangsleutel. Er zijn verschillende zangsleutels, zoals die van het boek Veldgids Vogelzang. Eerst kan met een hoofdsleutel worden bepaald in welke van de drie hoofdgroepen de gehoorde zang moet worden ondergebracht. De hoofd- en deelsleutels zijn (met voorbeelden):
1. roep en roepvariaties
  1. Roepzang: zwarte kraai, gierzwaluw, fazant
2. strofenzang (onderbroken zang, zinnetjeszang)
  1. Roffels: spechten
  2. Motiefzang: koolmees, tjiftjaf, houtduif, koekoek
  3. Stereotiepe strofenzang: vink, geelgors, winterkoning
  4. Half-vrije strofenzang: gekraagde roodstaart, boomleeuwerik
  5. Vrije strofenzang: merel, roodborst, nachtegaal
3. continuzang
  1. Monotone ratels of trillers: snor, sprinkhaanzanger, nachtzwaluw
  2. Semi-continuzang: boerenzwaluw, groenling
  3. Gevarieerde continuzang: veldleeuwerik, kleine karekiet, spreeuw.

Binnen iedere hoofdgroep leiden enkele vragen tot een deelsleutel.
Bij elke deelsleutel wordt de bekendste vertegenwoordiger genoemd. Als de zang van die vogels bekend is, kan men in principe elke andere vogel plaatsen. De sleutel is op een analyse van de structuur van de zang gebaseerd, dat wil zeggen op de rangschikking van de onderdelen van de zang. Op basis van die structuur kan men vogelzang indelen van eenvoudig naar complex. Binnen de strofenzang kan men een indeling maken van de meest eenvoudige zang, een herhaling van tonen zonder variatie, daarna herhaling met variatie, en het meest complex is de vrije strofenzang waarin nauwelijks herhaling te ontdekken valt. Binnen de continuzang ziet men ook een schaal van eenvoudig die geleidelijk oploopt naar complex.
Er zijn in de diverse app-stores ook speciale apps met vogelgeluiden te krijgen die op de smartphone of tablet kunnen worden geïnstalleerd. Hiermee kunnen ook vogelgeluiden uit de natuur worden opgenomen die dan automatisch worden herkend, waarna meteen te zien is welke vogel het betreffende geluid maakt. Het voordeel hiervan is dat er dan geen ervaren vogelkenner mee het veld in hoeft. Ook hoeft men dan geen zangsleutel te raadplegen, wat tijdsbesparend werkt. Hierdoor is het ook tijdens een wandeling mogelijk om de vogelgeluiden die men hoort te herkennen.

## Milieu
Onderzoek van het geluidslandschap in Europa en Noord-Amerika op basis van de geluidsdatabase Xeno-canto wees uit dat de “ochtendkoren” van zangvogels sedert het begin van de 21e eeuw beduidend waren afgenomen. Het fenomeen is wellicht te verklaren door de verarming van de biodiversiteit. Sommige commentatoren maakten een wrange associatie met Silent Spring, het boek uit de jaren 60 over de milieuproblematiek.